# Heraklea Trachinia
Heraklea Trachinia, var en forngrekisk stad, grundad 426 f. Kr. av spartanerna som försvar av huvudvägen från söder till Thessalien. 
Staden skiftade upprepade gånger ägare tills det den 371 f. Kr. intogs av Jason av Ferai och berövades sina murar.